# George Cross

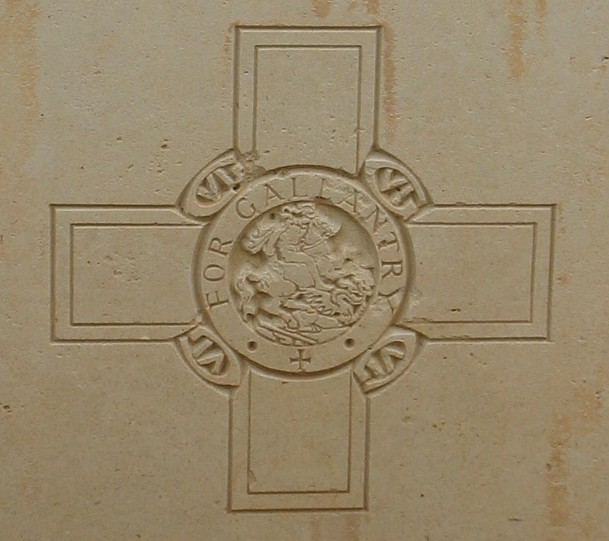
Het kruis wordt op de steen van een oorlogsgraf afgebeeld

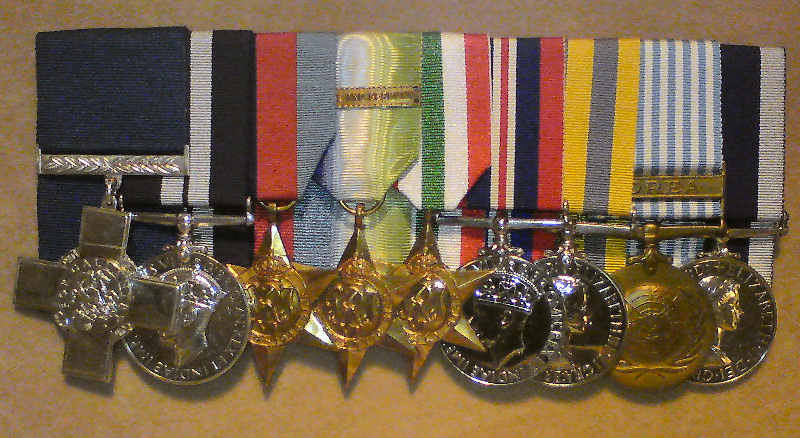
Het George Cross en andere onderscheidingen van Jonathan Rogers opgemaakt in de Britse hofstijl

Het George Cross is de door de Britse Koning George VI van het Verenigd Koninkrijk op 24 september 1940 ingestelde decoratie voor dapperheid die wordt beschouwd als de burgerlijke evenknie van het Victoria Cross. Er is ook een George Medal voor dapperen die niet in aanmerking komen voor het George Kruis.
De decoratie was bestemd voor "opvallende moed onder gevaarlijke omstandigheden" waarbij in het Koninklijk Besluit in de eerste plaats aan burgers werd gedacht, in het Verenigd Koninkrijk en in het Gemenebest. Ook militairen en het militair personeel komt in aanmerking voor deze onderscheiding. In de Tweede Wereldoorlog werden twee kruisen postuum aan leden van de British Home Guard toegekend.
Men verleent de onderscheiding met name dan wanneer er normaal geen onderscheiding voor dapperheid zou worden toegekend .
Traditioneel wordt het kruis na het Victoria Kruis gedragen en geplaatst. Zo komt het kruis in de rangorde van de Britse orden en onderscheidingen vóór de Orde van de Kousenband. De dragers van deze bijzondere en zeldzame onderscheiding plaatsen de letters "G.C." achter hun naam en vormen met de dragers van het Victoria Kruis een vereniging die geregeld door de Britse vorstin wordt ontvangen.
Het kruis wordt zelden toegekend. In de jaren 1940- 2013 waren er 406 toekenningen waarvan 2 collectief aan Malta en de Noord-Ierse Royal Irish Constabulary werden gedaan. 90 benoemingen waren postuum waarvan 4 postuum aan de eerdere dragers van de Empire Gallantry Medal. 161 personen kregen het George Cross en 245 eerder voor moed onderscheiden personen maakten gebruik van de mogelijkheid om hun onderscheiding in te ruilen voor een George Cross. Dat ging om 112 dragers van de Empire Gallantry Medal, 65 dragers van de Albert Medal voor het redden van levens en 68 dragers van de Edward Medal voor het moed tijdens het werk in mijnen en fabrieken. Niet iedereen heeft gebruik willen maken van deze regeling.
De dragers kregen een pensioen van £ 100 per jaar. Een bedrag dat door premier Margaret Thatcher, een groot bewonderaarster van veteranen in het algemeen en de dragers van het Victoria- en George Kruis in het bijzonder werd verhoogd tot £ 1495.
De medaille is een zilveren kruis met in het midden een rond medaillon met Sint-Joris die met een draak vecht. In de armen is viermaal een klein koninklijk monogram "GVI"afgebeeld. Het motto is "For Gallantry" (Engels: Voor moed). Het lint is hemelsblauw.
Voor de dapper doorstane zware bombardementen in de Tweede Wereldoorlog werd het eiland Malta met het George Cross onderscheiden. Het kruis kreeg een plaats op de vlag en het is sindsdien gebruikelijk en beleefd om brieven met "Malta G.C." te adresseren. Het kruis kreeg ook een plaats in het Maltese wapen.
Op het baton worden een of meer miniaturen van het kruis gedragen. Men draagt het kruis niet als miniatuur op een rokkostuum.
In 1940 vroeg men de dragers van de Medaille van het Britse Rijk, voor zover die medaille voor dapperheid werd verleend, om hun medaille in te ruilen voor een George Cross. Pas in 1977 werden ook de dragers van de veel hoger geachte Albert Medal voor bijvoorbeeld redding op zee, en de Edward Medal voor riskante reddingsacties in mijngangen gevraagd om hun medailles in te ruilen voor een George Cross. Niet iedereen is daarop ingegaan zodat er tot 2008 404 kruisen zijn uitgereikt. De decoratie werd nog in 2007 in verband met de oorlog in Irak toegekend, en ook voor activiteiten in Afghanistan.
De door de Britse koning verleende onderscheidingen werden tot voor kort in het gehele (Britse) Gemenebest gebruikt. Na 1975 kwam daar verandering in. Australië (1975) en Nieuw-Zeeland (1999) hebben eigen onderscheidingen ingesteld en het George Cross vervangen door een eigen Cross of Valour of Dapperheidskruis in Nieuw-Zeeland en het Australische Cross of Valour of Dapperheidskruis.
In Canada werden 10 George Kruisen uitgereikt aan negen heren en één dame. In Australië werden tot 1978 14 kruisen uitgereikt, vijf aan burgers en vier aan mijnenruimers.
Dapperheidskruis (Canada) gesticht in 1972 ter vervanging van het Britse George Cross
Dapperheidskruis (Australië) gesticht in 1975 ter vervanging van het Britse George Cross